# Neoeukobelea
Neoeukobelea is een geslacht van vliesvleugeligen uit de familie Torymidae. De wetenschappelijke naam van dit geslacht is voor het eerst geldig gepubliceerd in 1991 door Lal, Farooqi & Husain.

## Soorten
Het geslacht Neoeukobelea is monotypisch en omvat slechts de volgende soort:
- Neoeukobelea mayarami Lal, Farooqi & Husain, 1991